# Vùng đế chế Bayern
Vùng đế chế Bayern (tiếng Đức: Bayerischer Reichskreis) là một đơn vị tổ chức hành chính của Đế chế La Mã Thần thánh, tồn tại từ năm 1500 đến năm 1806 thì tan rã.
Nhà nước chủ chốt trong vùng là Công quốc Bayern (sau được Hoàng đế Ferdinand II nâng lên thành Tuyển hầu quốc vào năm 1623) với các lãnh thổ Thượng Palatinate. Các vùng đất khác như Tổng giáo phận Salzburg, Giáo phận vương quyền ở Freising, Passau và Regensburg cũng như thành bang đế chế Regensburg - trụ sở của Đại hội Đế quốc từ năm 1663, có tầm quan trọng thứ yếu. Tuyển đế hầu của Bayern và tổng giám mục của Salzburg đóng vai trò là thống đốc vùng.

## Thành phần
| Tên                         | Loại hình nhà nước         | Thành lập | Thông tin |
| --------------------------- | -------------------------- | --------- | --- |
| Bayern                      | Công quốc                  | 907       | Được thành lập vào năm 907, do Vương tộc Wittelsbach cai trị từ năm 1180, Bavaria-Munich và Bavaria-Landshut hợp nhất vào năm 1506. Sáp nhập thêm Thượng Palatinate từ Tuyển hầu quóc vào năm 1628 cùng với chức vụ bầu cử. Sau này được kế thừa bởi Tuyển hầu quốc Palatinate vào năm 1777. |
| Berchtesgaden               | Prince-Provostry           | 1111      | Được thành lập vào năm 1111, Reichsfreiheit (thuộc quyền trực trị của Hoàng đế) do Frederick I Barbarossa cấp vào năm 1156. |
| Breitenegg                  | Gia trang                  | 1624      | Được Tuyển hầu tước Maximilian I của Bayern trao cho Johann Tserclaes de Tilly vào năm 1624, thuộc đế quốc từ năm 1654, được bán cho Bayern vào năm 1792. |
| Ehrenfels                   | Gia trang                  | 1465      | Lãnh thổ xung quanh Beratzhausen, Reichsfreiheit do Frederick III của Habsburg cấp năm 1465, được Palatinate-Neuburg mua lại năm 1567. |
| Freising                    | Giáo phận vương quyền      | 724       | Được thành lập bởi Saint Corbinian vào năm 724, Prince-Bishopric từ năm 1294 |
| Haag                        | Địa hạt                    | 1245      | Reichsfreiheit được cấp bởi Frederick II của Hohenstaufen vào năm 1245, thuộc đế quốc từ năm 1509, do Công tước xứ Bayern cai trị từ năm 1567. |
| Hohenwaldeck                | Gia trang                  | 1476      | Lãnh thổ trước đây của Freising, Reichsfreiheit do Frederick III của Habsburg cấp vào năm 1476, Gia trang từ năm 1637, tặng cho Bayern năm 1734 |
| Leuchtenberg                | Phong địa Bá tước          | 1146      | Được thành lập vào khoảng năm 1146, công quốc từ năm 1433, được kế thừa bởi Gia tộc Wittelsbach vào năm 1646, thuộc Bayern từ năm 1712. |
| Niedermünster in Regensburg | Prince-Abbacy              | 788       | Được thành lập vào khoảng năm 788, Reichsfreiheit do Henry II cấp vào năm 1002. |
| Obermünster in Regensburg   | Prince-Abbacy              | 876       | Được thành lập trước năm 876, Reichsfreiheit được cấp bởi Louis IV của Wittelsbach vào năm 1315. |
| Ortenburg                   | Địa hạt                    | 1120      | Được thành lập vào khoảng năm 1120, Reichsfreiheit được cấp bởi Frederick III của Habsburg vào năm 1479 . |
| Palatinate-Neuburg          | Công quốc                  | 1505      | Lãnh thổ Wittelsbach được thành lập vào năm 1505 sau Chiến tranh Kế vị Landshut, được kế thừa của Palatinate vào năm 1685. Dòng họ thất truyền vào năm 1742, được kế thừa bởi Palatinate-Sulzbach.                                                                                           |
| Palatinate-Sulzbach         | Công quốc                  | 1656      | Tách ra từ Palatinate-Neuburg từ năm 1656, sau kế thừa bởi Palatinate-Neuburg và Tuyển hầu quốc Palatinate năm 1742, cả hai đều hợp nhất với Bayern vào năm 1777. |
| Passau                      | Giáo phận vương quyền      | 739       | Được thành lập vào năm 739 bởi Saint Boniface, Reichsfreiheit được Otto III cấp vào năm 999. |
| Regensburg                  | Giáo phận vương quyền      | 739       | Được thành lập vào năm 739 bởi Saint Boniface, Reichsfreiheit từ thế kỷ 13 |
| Regensburg                  | Thành bang Đế chế          | 1245      | Kể từ năm 1245. |
| Salzburg                    | Tổng giáo phận vương quyền | 696       | Giáo phận được thành lập vào năm 696 bởi Saint Rupert , tổng giám mục từ năm 798, Giám mục vương quyền từ năm 1213. Được tách ra (với tư cách là Tuyển hầu quốc Salzburg) và được chuyển giao cho Vùng đế chế Áo vào năm 1803                                                                |
| St Emmeram in Regensburg    | Prince-Abbacy              | 739       | Được thành lập vào năm 739, do các Giám mục của Regensburg nắm giữ cho đến năm 975, Reichsfreiheit được Adolph của Nassau cấp vào năm 1295. |
| Störnstein                  | Gia trang                  | 1562      | Thái ấp của Vương quốc Bohemia, được nâng lên thành bá quốc và được Ferdinand I của Habsburg cấp cho Gia tộc Lobkowicz vào năm 1562, giành được quyền Reichsfreiheit vào năm 1641. |
| Sulzbürg-Pyrbaum            | Gia trang                  | 1353      | Được quản lý bởi Nhà Wolfstein, Reichsfreiheit được xác nhận vào năm 1353. Nâng lên thành bá quốc từ năm 1673, trực thuộc Bayern vào năm 1740. |